# ميخائيل أوغبورن
ميخائيل أوغبورن (بالإنجليزية: Michael Ogburn)‏ هو لاعب كرة قدم بريطاني في مركز ظهير ‏، ولد في 19 فبراير 1948 في بورتسموث في المملكة المتحدة. لعب مع نادي برينتفورد.